# Pseudorhaphitoma
Pseudorhaphitoma is een geslacht van weekdieren uit de klasse van de Gastropoda (slakken).

## Soorten
- Pseudorhaphitoma agna (Melvill & Standen, 1896)
- Pseudorhaphitoma albula (Thiele, 1925)
- Pseudorhaphitoma alfredi (E. A. Smith, 1904)
- Pseudorhaphitoma alma (Thiele, 1925)
- Pseudorhaphitoma alticostata (G. B. Sowerby III, 1896)
- Pseudorhaphitoma averina (Melvill & Standen, 1901)
- Pseudorhaphitoma axicula Hedley, 1922
- Pseudorhaphitoma bipyramidata Hedley, 1922
- Pseudorhaphitoma brionae (Sowerby III, 1888)
- Pseudorhaphitoma calcata (Hedley, 1909)
- Pseudorhaphitoma cognata (Thiele, 1925)
- Pseudorhaphitoma confortinii Bozzetti, 2007
- Pseudorhaphitoma crudelis Hedley, 1922
- Pseudorhaphitoma darnleyi (Brazier, 1876)
- Pseudorhaphitoma ditylota (Melvill, 1912)
- Pseudorhaphitoma drivasi Kilburn, 1993
- Pseudorhaphitoma epistomifer Kilburn, 1993
- Pseudorhaphitoma ethekwini Kilburn, 1993
- Pseudorhaphitoma fairbanki (G. Nevill & H. Nevill, 1875)
- Pseudorhaphitoma fortistriata (E. A. Smith, 1888)
- Pseudorhaphitoma fuscescens (Thiele, 1925)
- Pseudorhaphitoma granilirata (E. A. Smith, 1888)
- Pseudorhaphitoma heptagona (Dunker, 1871)
- Pseudorhaphitoma hexagonalis (Reeve, 1845)
- Pseudorhaphitoma ichthys (Melvill, 1910)
- Pseudorhaphitoma informis Hedley, 1922
- Pseudorhaphitoma iodolabiata (Hornung & Mermod, 1929)
- Pseudorhaphitoma kilburni Morassi & Bonfitto, 2001
- Pseudorhaphitoma mamillata (E. A. Smith, 1888)
- Pseudorhaphitoma multigranosa (Schepman, 1913)
- Pseudorhaphitoma naganumaensis Otuka, 1935
- Pseudorhaphitoma obturata Kilburn, 1993
- Pseudorhaphitoma paula (Thiele, 1925)
- Pseudorhaphitoma perlonga (Melvill, 1899)
- Pseudorhaphitoma perplexior Kilburn & Dekker, 2008
- Pseudorhaphitoma phaea (Melvill & Standen, 1901)
- Pseudorhaphitoma pyramidalis (Reeve, 1846)
- Pseudorhaphitoma pyramidula (Laseron, 1954)
- Pseudorhaphitoma pyramis (Hinds, 1843)
- Pseudorhaphitoma scitula (E. A. Smith, 1884)
- Pseudorhaphitoma severa (Thiele, 1925)
- Pseudorhaphitoma sienna Kilburn, 1993
- Pseudorhaphitoma stipendiarii Kilburn, 1993
- Pseudorhaphitoma styracina Hedley, 1922
- Pseudorhaphitoma tetragona (Gould, 1861)
- Pseudorhaphitoma thielei Kilburn, 1993
- Pseudorhaphitoma transitans Hedley, 1922
- Pseudorhaphitoma tropica (Thiele, 1925)
- Pseudorhaphitoma uncicostata Kilburn & Dekker, 2008
- Pseudorhaphitoma venusta (Morassi, 1994)